# دانبروویتسه (شهرستان کوتنو)
دانبروویتسه (به لهستانی:  Dąbrowice) یک روستا در لهستان است که در گمینا دانبروویتسه واقع شده‌است. دانبروویتسه ۱٬۳۰۰ نفر جمعیت دارد.